# Casignetella lastukhini
Casignetella lastukhini (лат.) — вид молевидных бабочек-чехлоносок (Coleophoridae).
Эндемик Мадагаскара.

## Распространение
Мадагаскар, в 20 км от Фианаранцуа, 21,4607°S, 47,211°E. Типовая серия собрана с помощью световой ловушки в саванне около озера Sahambavy Lake; высота около 1100 м.

## Описание
Мелкая молевидная бабочка. Размах крыльев от 9 до 11 мм. Голова коричневого цвета со светло-серыми чешуйками вокруг глаз. Второй членик лабиального щупика примерно в 1,5 раза длиннее третьего. Усики в коротких светло-серых волосках у основания головы; жгутик бежевый и светло-охристый. Грудь по окраске совпадает с головой. Переднее крыло коричневого цвета со светло-серыми жилками. Заднее крыло и его бахрома тёмно-кремовые. Брюшко светло-коричневого цвета. Тергиты брюшка самцов с колючими пластинками, которые в 3 раза больше своей ширины; первый тергит брюшка несёт по 10-12 шипиков на каждой пластинке; следующие тергиты — по 18—20 шипиков. Тергиты брюшка самок с шипованными пластинками, которые примерно в 1,9 раза больше своей ширины; первый тергит брюшка несёт по 12—19 шипиков на каждой пластинке; следующие тергиты — по 40—45 шипиков

## Этимология
Видовое название дано в честь лепидоптеролога Альберта Ластухина (Чебоксары), собравшего типовую серию в 2013 году во время экспедиции на Мадагаскар.